# Reggimento "Cavalleggeri di Foggia" (11º)
Il Reggimento "Lancieri di Foggia"  (successivamente Reggimento "Cavalleggeri di Foggia") fu un reggimento di cavalleria del Regio Esercito italiano. Si distinse durante la battaglia di Custoza, avvenuta durante la terza guerra d'indipendenza. Nel corso della prima guerra mondiale partecipò alla sesta battaglia dell'Isonzo, alle fasi successive alla battaglia di Caporetto, alla battaglia del Solstizio e a quella di Vittorio Veneto, ma al termine del conflitto fu sciolto.

## Storia
Dopo la proclamazione del Regno d'Italia, avvenuta nel 1860,  e l’incorporazione nell’Armata Sarda degli eserciti appartenenti alle provincie annesse, l’Arma di Cavalleria ebbe un progressivo, ma continuo, aumento dei reparti. Verso la fine del 1862 l’organico del nuovo Regio Esercito poté essere definito completo per la fanteria ma al di sotto del fabbisogno per la cavalleria. Con disposizione del Ministero della guerra in data 29 marzo 1863 fu disposta la formazione di due nuovi reggimenti di cavalleria leggera denominati provvisoriamente Deposito "Cavalleggeri di Caserta"  e Deposito "Lancieri di Foggia".  Per la costituzione dei nuovi reparti si fece uso di rimonte acquistate all’estero e in Italia per i cavalli e del trasferimento alla cavalleria delle ultima tre classi assegnate inizialmente al Corpo del Treno per gli uomini.
Il Deposito "Lancieri di Foggia" venne costituito a Vercelli in data 16 novembre 1863, con elementi forniti dai Reggimenti "Lancieri di Novara", di "Milano", di "Firenze", di "Vittorio Emanuele e "Cavallereggi di Alessandria". Primo comandante del deposito fu nominato il maggiore Pericle Massara di Previde. Dopo il completamento della formazione degli ufficiali, con Regio Decreto del 28 gennaio 1864 fu decretato che a partire dal 16 febbraio successivo i due depositi assumessero ufficialmente la denominazione di reggimenti.
Il nuovo reggimento fu assegnato al comando del colonnello conte Vittorio Barattieri di San Pietro, fino ad allora comandante della 2ª Scuola di cavalleria. Il 6 aprile 1864 il colonnello Barattieri di San Pietro fu sostituito dal tenente colonnello Carlo Canera di Salasco, proveniente dal Reggimento "Lancieri di Firenze". Il nuovo comandante diede subito grande impulso all’addestramento del reggimento, completando l’organico di cavalli e uomini per prendere parte, nel luglio successivo, alle manovre sul campo di San Maurizio con le forze del Corpo d'armata al comando del tenente generale Pianell.
Il 28 agosto, con una solenne cerimonia avvenuta sulla piazza della chiesa di Caselle alle ore 7.00, fu consegnato al reggimento lo stendardo donato dal comune di Foggia. Mentre il reggimento si trovava ancora impegnato nelle manovre militari, nella seconda metà del mese di settembre scoppiarono a Torino alcuni disordini legati alla Convenzione di Settembre. Nella notte del 22  il reggimento partì da Chivasso per raggiungere Torino, dove rimase di presidio fino al settembre 1865 quando si trasferì a Savigliano, rimanendovi fino allo scoppio della terza guerra d'indipendenza.

### La terza guerra d'indipendenza

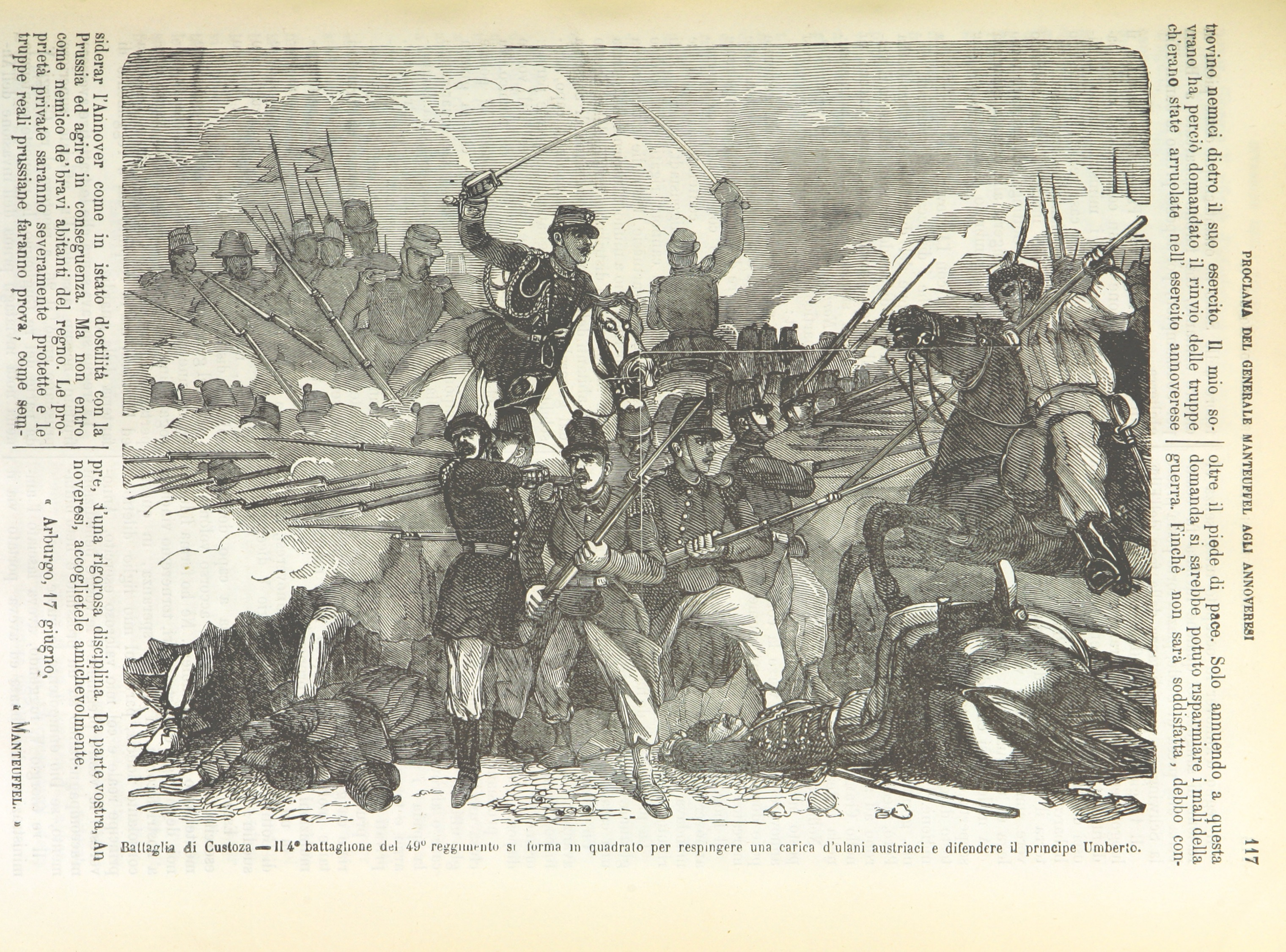
La battaglia di Custoza.

Il 23 maggio 1866 il reggimento al completo partì per raggiungere Piacenza, posizionandosi il 14 dello stesso mese a Caorso e Polignano. Il giorno successivo, insieme ai reggimenti Cavalleggeri di Saluzzo e di Alessandria, entrò a far parte della brigata di cavalleria al comando del maggio generale di Enrico Beraudo di Pralormo, in forza al III Corpo d'armata del generale Enrico Morozzo della Rocca. Le ostilità con l’Impero austro-ungarico iniziarono il giorno 20, e in seguito agli ordini ricevuti la brigata di cavalleria del generale Beraudo di Pralormo passò il ponte sul Mincio in località Goito dirigendosi subito in ricognizione su Pozzolo e Valeggio assicurando contemporaneamente le comunicazioni tra i III e il I Corpo d’armata. I quattro squadroni dei "Lancieri di Foggia" arrivarono fino a Valeggio senza incontrare il nemico, e una volta congiuntisi con la cavalleria del I Corpo d'armata si acquartierarono nei pressi di Maranghello. Il 5º Squadrone del luogotenente Pietro Costa Reghini, assegnato alla 7ª Divisione del generale Nino Bixio, fu mandato da quest’ultimo in ricognizione verso Castiglione Mantovano. Una volta giunto a circa 700 metri dal villaggio Costa Regnini fu informato da un lanciere della presenza di cavalieri nemici, riconosciuti poi come appartenenti al 13º Reggimento ulani, e alla testa dei suoi uomini si lanciò risolutamente all’attacco volgendoli rapidamente in fuga, e inseguendoli fino a Pellalocco.
All’alba del giorno 24 la divisioni italiane al comando di Bixio (7ª) e del Principe ereditario Umberto (16ª) avevano appena oltrepassato Quaderni di Brusegaferro quando fu avvistata una grande formazione di cavalieri nemici, poi identificata con la Brigata "Pultz", che le attaccò risolutamente.
Il Reggimento "Ussari dell'Imperatore" attacco la 7ª Divisione tra la Fossa Berettara e la strada per Sommacampagna ma l'intervento del 5º Squadrone dei "Lancieri di Foggia" caricò con estrema violenza i reparti di ussari, troncandone lo slancio, e insieme al fuoco dei quadrati dei reggimenti di fanteria, costringendoli ad allontanarsi verso le Ganfardine con numerose perdite.
Dopo l'infausto esito della battaglia di Custoza i tre Corpi d'armata che formavano l'Armata del Mincio iniziarono le operazioni di ripiegamento oltre il fiume Mincio, e una volta completata l'operazione venne istituito un servizio di osservazione affidato al Reggimento "Cavallereggi di Saluzzo". Alle ore 5.30 del 30 giugno fu segnalata dalla ricognizione italiana l'avanzata di truppe di cavalleria nemica (tra uno e due reggimenti), che una volta oltrepassato il Mincio si dividero in tre colonne avanzando contemporaneamente su Rivalta sul Mincio, Gazoldo degli Ippoliti e Cerlongo. Alle 11.00 il comandante di un plotone del 4º Squadrone riferì al capitano Luigi Mussi che due squadroni di "Ussari del Würtemberg" si trovavano a Gazoldo degli Ippoliti. Mussi ordinò immediatamente di attaccare, e il 4º Squadrone irruppe nell'abitato costringendo il nemico alla fuga lasciando 20 tra morti, feriti e prigionieri. Tale azione fu segnalata dal Bollettino N.3 del 30 giugno 1866, e soggetta ad un Ordine del giorno emesso dal colonnello Canera di Salasco del 3 luglio successivo.
Dopo il riordino dell'esercito italiano, e la costituzione dell'Armata di Spedizione  al comando del generale Enrico Cialdini, il reggimento passò in forza alla 3ª Brigata di cavalleria (generale Beraudo di Pralormo) assegnata al IV Corpo d'armata. L'Armata di spedizione avrebbe dovuto, vista la favorevole situazione bellica creatasi con la sconfitta patita dagli austro-ungarici a Sadowa per mano dell'esercito prussiano, avanzare velocemente dal basso Po verso l'Isonzo per poi, eventualmente, proseguire verso Vienna. L'armistizio del 12 agosto colse il Reggimento "Lancieri di Foggia" in località Pasian Schiavonesco, a sud ovest di Udine, con pattuglie che si erano spinte in esplorazione fino a San Daniele.

### L'attività fino al 1919

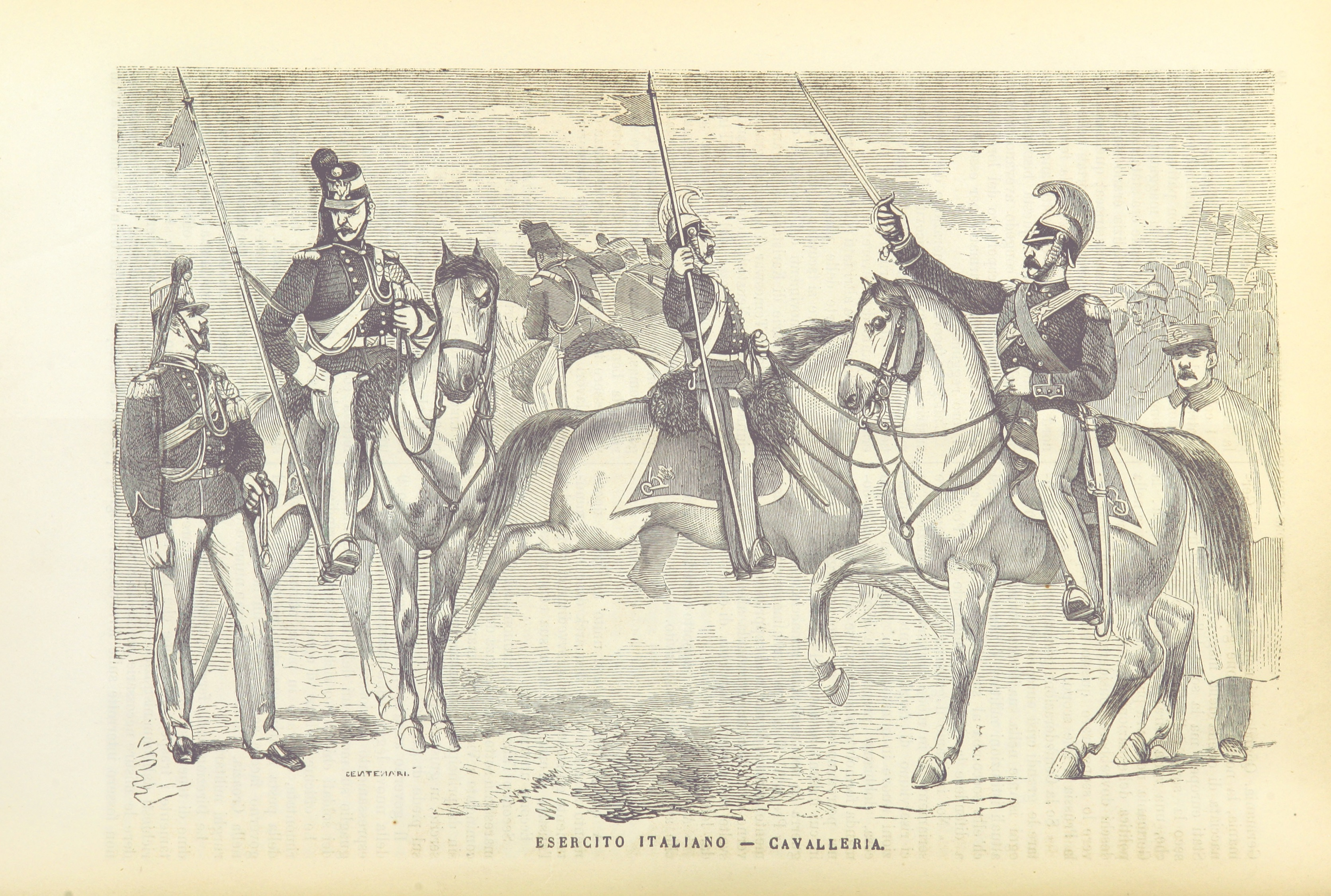
Cavalleria italiana al tempo della terza guerra d'indipendenza.

Dopo la firma del trattato di pace, avvenuta il 23 agosto 1866 il reggimento, inizialmente destinato a rientrare a Savigliano, fu dirottato su Palermo in seguito allo scoppio di moti rivoluzionari in quella città.
Nel 1871 il reggimento venne ridenominato 11º Reggimento di "Cavalleria (Foggia)", cambiato nel 1876 in 11º Reggimento "Foggia Cavalleria". Elementi del reggimento concorsero alla formazione del 1º Squadrone "Cavalleria d'Africa" e dello squadrone "Cacciatori a Cavallo", che operarono in Eritrea nel 1887-1888, e fornì complementi a reparti dell'arma che operarono durante la campagna d'Abissinia (1895-1896).  Dopo un nuovo cambio di denominazione avvenuto nel 1897 (11º Reggimento "Cavalleggeri di Foggia") il reggimento prese sede stabile a Foggia. Gli squadroni parteciparono alla repressione della "Sommossa della fame" (1898), e all’eccidio di Foggia (1905), ma eseguirono anche attività di protezione civile e soccorso in occasione dell’epidemia di colera in Sicilia (giugno 1866) e dell’eruzione del Vesuvio a Napoli (1906).
Nel 1911 elementi del reggimento parteciparono alla guerra italo-turca, rimanendo in Libia fino al 1912. All’atto dell’entrata in guerra del Regno d'Italia, avvenuta il 24 maggio 1915, il reggimento eseguì missioni di ricognizione sulla linea dell’Isonzo (1915), e poi partecipò alle operazioni che portarono alla conquista di Gorizia (1916). L’anno successivo, dopo la disfatta di Caporetto, elementi del reggimento si distinsero a Livenza e sul fiume Tagliamento in operazioni di retroguardia. Nel giugno 1918 i suoi reparti presero parte alla battaglia del Solstizio e poi all'attacco finale di Vittorio Veneto che portò l'Esercito austro-ungarico alla capitolazione. Per la battaglia di Vittorio Veneto il reggimento fu suddiviso in due gruppi: il 1°, disimpegnato il servizio di collegamento e di esplorazione sino al Tagliamento, fu mandato oltre il fiume col compito di raggiungere Udine; il 2° contribuì, a piedi, a vincere le resistenze nemiche lungo il Monticano quindi, giunto al Tagliamento, guadò il fiume per raggiungere Udine combattendo.
In seguito al Regio Decreto del 20 aprile 1919 il reggimento fu sciolto definitivamente il giorno 20 del mese successivo, e confluì parzialmente nei "Cavalleggeri di Saluzzo".

## Medaglia commemorativa del fatto d’arme di Gazoldo degli Ippoliti
Per commemorare il combattimento di Gazoldo degli Ippoliti, avvenuto il 30 giugno 1866, il 9 luglio il Municipio di Foggia si riunì in sessione straordinaria deliberando di commemorare il combattimento sostenuto dal 4º Squadrone facendo coniare una apposita Medaglia d’argento per i lancieri che si erano distinti in questo fatto d’arme, che fu approvato dal Ministero della Guerra il 14 luglio 1867. Tale decorazione si aggiunse alle medaglie al valor militare che i lancieri meritarono nel corso della campagna di guerra per la Terza guerra d’indipendenza.

## Comandanti
(lista parziale)
- Maggiore Pericle Massara di Previde
- Colonnello Vittorio Barattieri di San Pietro (1864)[37]
- Colonnello Carlo Canera di Salasco (1823-1891) (1864-1873)[37]
- Colonnello Alessandro Casati (1873-1881)[37]
- Colonnello Giovanni Reynaud (1881-1885)[37]
- Colonnello Vincenzo Umberti (1885-1888)[37]
- Colonnello Gustavo Iaraczewski (1888-1894)[37]
- Colonnello Giuseppe Dogliotti (1894-1899)[37]
- Colonnello Giacomo Parvopassu (1899-)[37]

### Annotazioni
1. ↑  Tre reggimenti di cavallereggi e uno di guide furono costituiti dopo l’annessione della Lombardia, e tre di cavalleggeri e uno di ussari dopo l’annessione delle provincie meridionali.
2. ↑  I primi cinque squadroni del nuovo reggimento vennero costituiti con elementi tratti dal 2º Squadrone dei "Lancieri di Novara", dal 3° "Lancieri di Milano", dal 5° "Lancieri di Firenze", dal 6° "Lancieri di Vittorio Emanuele II", e dal 5° "Cavalleggeri di Alessandria".
3. ↑  Canera di Salasco aveva fatto una carriera militare rapidissima, sottotenente a 19 anni, capitano a 32, maggiore a 37, tenente colonnello a 38, al comando di un reggimento a 40 anni.
4. ↑  La brigata del colonnello Pultz era formata da quattro squadroni del Reggimento "Ulani di Trani" e quattro squadroni del Reggimento "Usseri dell'Imperatore".
5. ↑  Per questa azione il capitano Mussi fu insignito della Croce di Cavaliere dell'Ordine militare di Savoia, e successivamente fu decorato con la Medaglia d'argento al valor militare.
6. ↑  Il comando reggimentale e il 4º squadrone, mentre il 1° e il 3° vengono destinati a Cerignola, il 2° ad Orta Nova, il 5° a Lucera e il 6° ad Aversa.
7. ↑  Gli squadroni furono utilizzati anche in compiti di polizia militare e per custodire i prigionieri austriaci.